# Palapye
Palapye is een stad in het district Central in Botswana.